# Коді Сміт-Макфі
Коді Сміт-Макфі (англ. Kodi Smit-McPhee; нар. 13 червня 1996, Аделаїда, Австралія) — австралійський актор. Володар премії «Золотий глобус» (2022). Він найвідоміший за ролями Хлопчика у фільмі «Дорога», Оуена у фільмі «Впусти мене», Нормана Бебкока у мультфільмі «Паранорман, або Як приручити зомбі», Олександра у фільмі «Планета мавп: Революція» та Пітера Гордона у фільмі «Влада пса».

## Ранні роки
Сміт-Макфі народився в Аделаїді, Південній Австралії, в сім'ї Соні Сміт та Енді Макфі. Його батько є актором та колишнім професійним бійцем. Його сестра, Сіаноа Сміт-Макфі, також є актрисою.
У віці 16 років йому діагностували анкілозуючий спондилоартрит — дегенеративну форму артриту, яка спричиняє зрощення хребців у хребті і може призвести до хронічного болю та втрати зору.

## Кар'єра
Першою повнометражною роллю Сміт-Макфі була у фільмі «Забуті бажання», за який він заробив премію «AFI» найкращому молодому акторові у 2007 році, так само як і номінацію за найкращу чоловічу роль. Його поява у фільмі 2009 року «Дорога» принесла йому номінацію на премію «Critics' Choice Awards» найкращому молодому актору та номінацію на премію AFI як найкращий міжнародний актор у 2010 році. Наступного року він знявся у фільмі «Впусти мене. Сага», за представлення в якому він отримав номінацію на «Critics Choice Awards» найкращому молодому акторові 2010 року; цього ж року його також номінували за фільм «Відповідність Джека». 2012 року, він знявся у фільмі «Конгрес». Прем'єра фільму відбулася у 2013 році на престижному Каннському кінофестивалі.

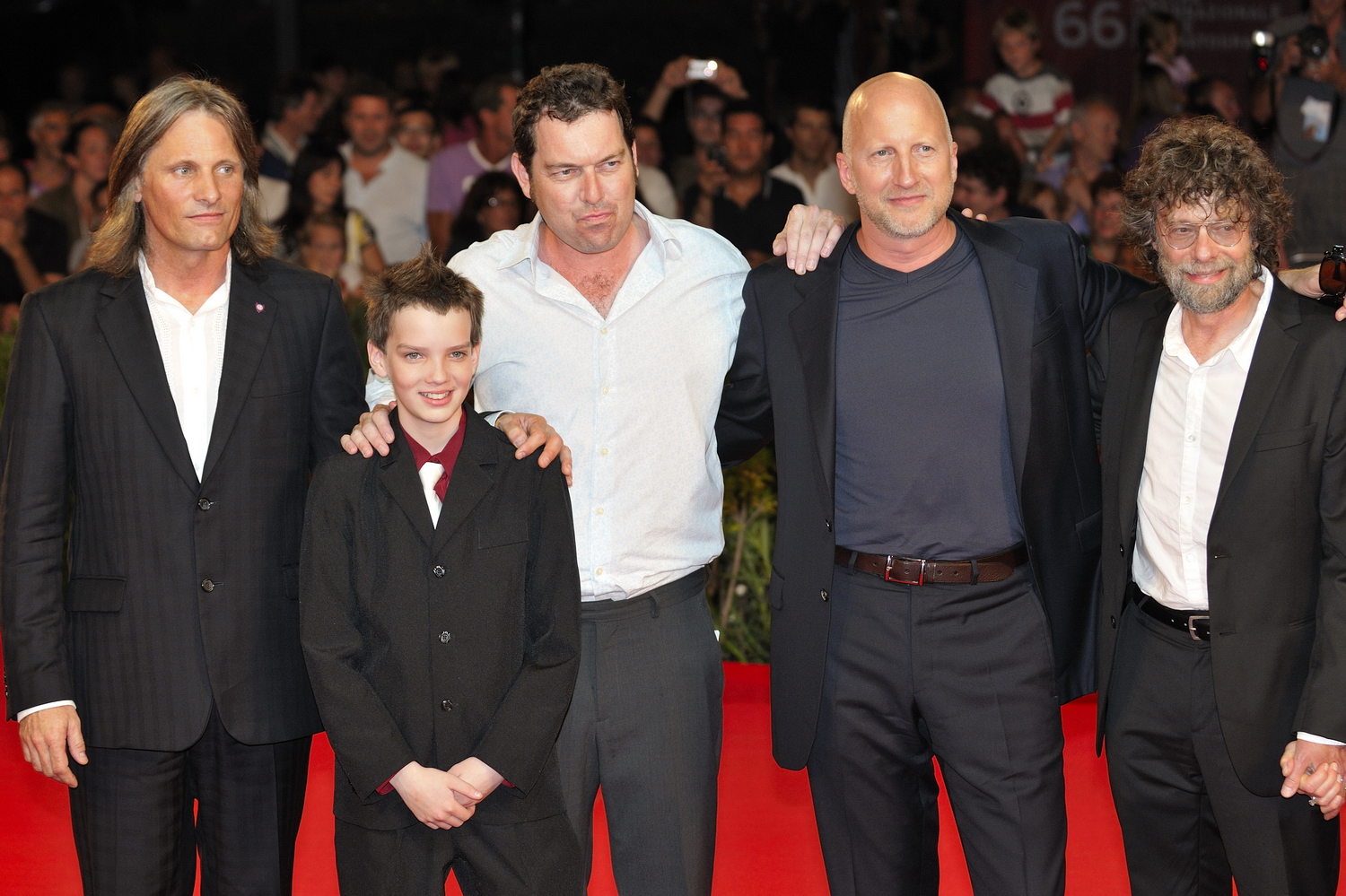
Вігго Мортенсен, Сміт-Макфі, Джо Пенхолл, Джон Хіллкоут та Стів Шварц на прем'єрі фільму «Дорога» у 2009 році.

У 2013 році Сміт-Макфі знявся в науково-фантастичному бойовику «Молодь». Прем'єра фільму відбулася на кінофестивалі у Санденсі у січні 2014 року. Незабаром після цього він зіграв головну роль у фільмі «Строго на захід», що вийшов 2015 року. У березні він став частиною акторського складу восьмисерійного драматичного серіалу каналу «Nine Network» «Галліполі», який вийшов 2015 року, у рік, який відзначає 100-річну річницю висадки в Галліполі. 17 лютого 2015 року Браян Сінгер оголосив, що Сміт-Макфі гратиме Нічного Змія у фільмі «Люди Ікс: Апокаліпсис».

## Фільмографія

### Кінофільми
| Рік  |    | Українська назва        | Оригінальна назва              | Роль                              |
| ---- | -- | ----------------------- | ------------------------------ | --------------------------------- |
| 2005 | ф  |                         | Stranded                       | Тедді                             |
| 2007 | ф  | Забуті бажання          | Romulus, My Father             | Реймонд                           |
| 2009 | ф  | Дорога                  | The Road                       | хлопчик                           |
| 2009 | ф  | Крихітне місто          | Tinytown                       | Девіс                             |
| 2010 | ф  | Впусти мене             | Let Me In                      | Оуен                              |
| 2010 | ф  | Відповідність Джека     | Matching Jack                  | Фінн                              |
| 2012 | ф  | Мертва Європа           | Dead Europe                    | Джозеф                            |
| 2012 | мф | Паранорман              | ParaNorman                     | Норман (озвучення)                |
| 2013 | ф  | Посібник з усього       | A Birder's Guide to Everything | Девід Портной                     |
| 2013 | ф  | Конгрес                 | כנס העתידני                    | Аарон Райт                        |
| 2013 | ф  | Ромео і Джульєтта       | Romeo and Juliet               | Бенволіо Монтеккі                 |
| 2014 | ф  | Вся пустеля             | All the Wilderness             | Джеймс Чарм                       |
| 2014 | ф  | Світанок планети мавп   | Dawn of the Planet of the Apes | Олександр                         |
| 2014 | мф | Бджілка Майя            | Maya the Bee                   | Віллі (озвучення)                 |
| 2014 | ф  | Молодняк                | Young Ones                     | Джером Холм                       |
| 2015 | ф  | Повільний Захід         | Slow West                      | Джей Кавендіш                     |
| 2016 | ф  | Люди Ікс: Апокаліпсис   | X-Men: Apocalypse              | Курт Вагнер / Нічний змій         |
| 2018 | ф  | Альфа                   | Alpha                          | Кеда                              |
| 2018 | ф  | Дедпул 2                | Deadpool 2                     | Курт Вагнер / Нічний змій (камео) |
| 2019 | ф  | Люди Ікс: Темний Фенікс | X-Men: Dark Phoenix            | Курт Вагнер / Нічний змій         |
| 2019 | ф  | Моє ім'я Долемайт       | Dolemite Is My Name            | Ніколас Джозеф фон Штернберг      |
| 2020 | ф  | 2067: петля часу        | 2067                           | Ітан Вайт                         |
| 2021 | ф  | У руках пса             | The Power of the Dog           | Пітер                             |
| 2022 | ф  | Елвіс                   | Elvis                          | Джиммі Роджерс                    |
| 2024 | ф  | Марія                   | Maria                          | Мандракс                          |

### Телебачення
| Рік  |    | Українська назва                             | Оригінальна назва                     | Роль                                                                              |
| ---- | -- | -------------------------------------------- | ------------------------------------- | --------------------------------------------------------------------------------- |
| 2006 | с  | Королівська бухта                            | Monarch Cove                          | Джек у юності (4 епізоди)                                                         |
| 2006 | с  | Кошмари та сновидіння                        | Nightmares and Dreamscapes            | Джексон Еванс (Епізод «Остання справа Амні») Брендон (Епізод «П'ята четвертушка») |
| 2006 | тф | Смертельний контакт: Пташиний грип в Америці | Fatal Contact: Bird Flu in America    | Тобі Коннеллі                                                                     |
| 2007 | тф | Король                                       | The King                              | юний Джон Веслі                                                                   |
| 2008 | тф | Пригоди Шарлотти та Генрі                    | The Adventures of Charlotte and Henry | Генрі                                                                             |
| 2015 | с  | Галліполі                                    | Gallipoli                             | Толлі Джонсон (7 епізодів)                                                        |
| 2020 | с  | Допит                                        | Interrogation                         | Кріс Келлер (10 епізодів)                                                         |
| 2024 | с  | Дисклеймер                                   | Disclaimer                            | Ніколас Рейвенскрофт (7 епізодів)                                                 |